# Țipari

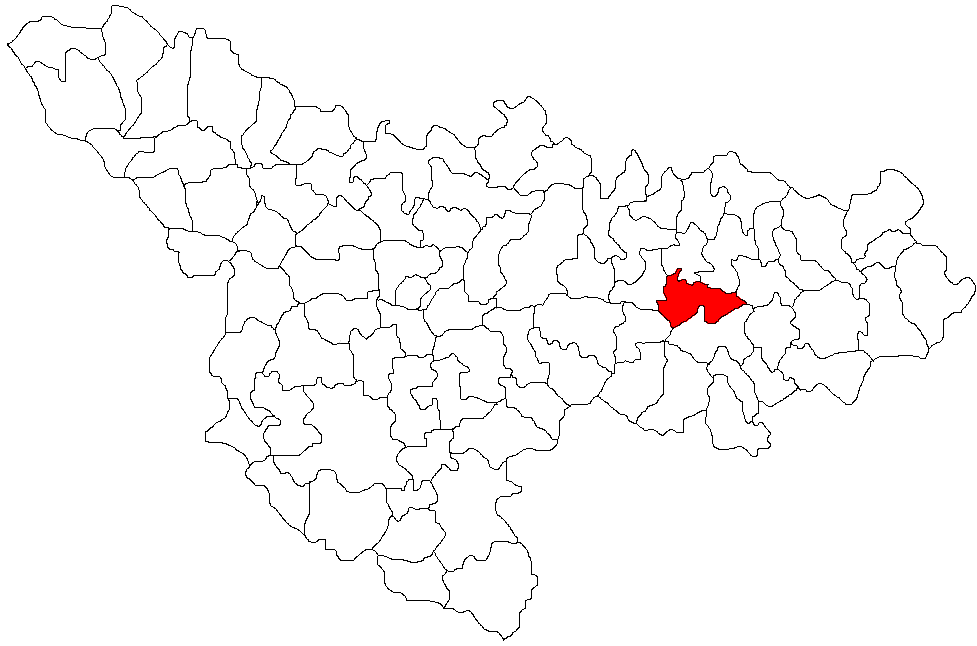
Lage der Gemeinde Coșteiu im Kreis Timiș

Țipari (bis 1924 Saparifalva; deutsch Zipar auch Liget, ungarisch Szapáryfalva) ist ein Dorf im Kreis Timiș, Banat, Rumänien. Țipari gehört zur Gemeinde Coșteiu.

## Geografische Lage
Țipari liegt im Südosten des Kreises Timiș, nordöstlich von Lugoj.

## Nachbarorte
| Babșa | Păru                                        | Nevrincea          |
| Gruni | Kompassrose, die auf Nachbargemeinden zeigt | Valea Lungă Română |
| Jabăr | Coșteiu                                     | Hezeriș            |

## Geschichte
Das Dorf wurde 1880 gegründet und nach dem damaligen Finanzminister Graf Gyula Szapary Szapáryfalva genannt. Die ersten Ansiedler waren 156 ungarische, 127 deutsche und 17 slowakische Familien. Sie waren Tabakbauern und erhielten zu diesem Zweck anfangs vier und später acht Joch Feld. Es kamen auch Deutsche durch Binnenwanderung aus Deutsch Zerne und später aus Glogowatz nach Zipar.
Die römisch-katholische Kirche von Zipar wurde 1909/1910 erbaut. Die gemeinde erhielt 18.000 Kronen vom Religionsministerium, 40.000 Kronen vom Landwirtschaftsministerium und 5000 Kronen vom Diözesanbischof Alexander Dessewffy. Die Dorfbewohner selbst stellten 350.000 Ziegelsteine her. Die Ausstattung wurde durch Spenden finanziert. Den Hochaltar mit der Skulptur der Heiligen Dreifaltigkeit fertigte der Tiroler Altarbauer und Bildhauer Ferdinand Stufleser an.